# Kościół Chrystusa Króla w Żarnowie
Kościół pw. Chrystusa Króla w Żarnowie – kościół parafialny parafii Chrystusa Króla w Żarnowie, w gminie Stepnica, w powiecie goleniowskim, województwie zachodniopomorskim. 

## Opis
Kościół w stylu neogotyckim zbudowano na planie prostokąta z dachem dwuspadowym. Od wschodu stoi trójstronne prezbiterium, w którym znajduje się figura Chrystusa Króla. Poniżej złote tabernakulum udekorowane greckimi literami alfa Α i omega Ω. W oknach prezbiterium widać witraże z wizerunkiem zwiastowania Pańskiego i narodzinami Jezusa Chrystusa. W ołtarzu bocznym są obraz Jezusa Zmartwychwstałego oraz posągi Matki Boskiej Częstochowskiej i obraz Najświętszego Serca Pana Jezusa. Od zachodu dostawiona jest trzykondygnacyjna wieża z dachem hełmowym. W wieży znajduje się portal z wimpergą. Nad wejściem znajduje się drewniana empora na której znajdują się 7-głosowe organy. Zbudowane przez Friedricha Schulzego około 1860 roku. Wewnątrz kościół posiada drewniany belkowany strop.

## Historia
Po raz pierwszy kościół wzmiankowany był w roku 1492. W latach 1843–1859 kościół przeszedł przebudowę. Postawiono m.in. wieżę oraz przebudowano chór.
W powojennej historii kościół został poświęcony 17 października 1945. 28 czerwca 1957 utworzono parafię w Żarnowie, a wraz z tym erygowano kościół i parafię. 